# Miconia aristata
Miconia aristata är en tvåhjärtbladig växtart som beskrevs av Henry Allan Gleason. Miconia aristata ingår i släktet Miconia och familjen Melastomataceae. Inga underarter finns listade i Catalogue of Life.